# Maika Vanderstichel
Maika Vanderstichel, née le 25 mai 1994, est une arbitre internationale de football française.

## Biographie

### Jeunesse et débuts dans l'arbitrage
Maika Vanderstichel grandit à Anglet où elle commence tout d'abord dans le monde du football en tant que joueuse dans les équipes mixtes du club des Genêts d'Anglet,.
A 14 ans, limite d'âge autorisée pour pouvoir continuer à jouer en équipe mixte, et afin de pouvoir continuer à évoluer dans son club, elle s'oriente vers l'arbitrage jusqu'à officiellement commencer sa carrière d'arbitre en 2011,.
Elle progresse ainsi dans les différents échelons de l'arbitrage : arbitre U17 et U19 nationaux, arbitre Fédéral 2 Féminine puis arbitre en D1 Féminine depuis 2018, représentant la Ligue de football Nouvelle-Aquitaine,.

### Passage dans le haut-niveau
Durant la saison 2018-2019, Maika Vanderstichel arbitre la finale de la 18e édition de la Coupe de France féminine de football qui se déroule le 8 mai 2019 au stade Gaston-Petit de Châteauroux, et qui oppose l'OL au LOSC.
Elle est désignée arbitre internationale le 1er janvier 2020,.
Durant la saison 2020-2021, Maika Vanderstichel est retenue par la FFF afin de bénéficier du plan de professionnalisation de l'arbitrage féminin lancée par la fédération en tant qu'arbitre centrale.
Durant la saison 2021-2022 du Championnat de France de football masculin, elle officie pour la première fois en tant que VAR, en compagnie de Stéphanie Frappart, lors du match de la 6e journée  opposant Angers SCO au FC Nantes, arbitré par Amaury Delerue, qui se déroule  le 19 septembre 2021,.
Le 30 mars 2022, elle est l'arbitre VAR, aux côtés de Benoit Millot, du quart de finale de la Ligue des champions féminine de l'UEFA 2021-2022 opposant le FC Barcelone au Real Madrid. le match se déroulant devant 91 553 spectateurs établissant ainsi un nouveau record du monde pour un match de football féminin.
Maika Vanderstichel est sélectionnée comme arbitre VAR pour le Championnat d'Europe féminin de football 2022. Il s'agit de la première utilisation de la VAR pour tous les matchs d'un Euro féminin de football. Elle est également la seule arbitre française retenue parmi les 53 arbitres de la Coupe du monde féminine de football des moins de 20 ans 2022 ayant lieu au Costa Rica.

## Distinctions
- Trophée de meilleure arbitre de la D1 Arkema 2018-2019[15],[16],[17].

## Désignations majeures
- Finale de la 18e édition de la Coupe de France féminine de football qui a opposé l'OL au LOSC, le 8 mai 2019[4].
- Finale de la 1ère édition des Play offs Féminin au Groupama Stadium qui a opposé l'OL au PSG le 17 mai 2024.

## Statistiques
Nombre de matchs arbitrés, cartons distribués et penalties attribués,,.

### Compétitions nationales
| Saison                                   | Compétition | Nbre de matchs | Cartons jaunes | Ratio par match | Doubles cartons jaunes | Ratio par match | Cartons rouges | Ratio par match | Pénalties | Pénalties par match |
| ---------------------------------------- | ----------- | -------------- | -------------- | --------------- | ---------------------- | --------------- | -------------- | --------------- | --------- | ------------------- |
| 2017-2018                                | D1 Féminine | 11             | 25             | 2.27            | 1                      | 0.09            | 0              | 0               |           |                     |
| 2018-2019                                | National 3  | 4              | 12             | 3               | 0                      | 0               | 0              | 0               |           |                     |
| 2018-2019                                | D1 Féminine | 14             | 34             | 2.43            | 1                      | 0.07            | 1              | 0.07            |           |                     |
| 2019-2020                                | National 3  | 1              | 3              | 3               | 0                      | 0               | 0              | 0               |           |                     |
| 2019-2020                                | D1 Féminine | 10             | 41             | 4.1             | 3                      | 0.3             | 0              | 0               |           |                     |
| 2020-2021                                | National    | 1              | 2              | 2               | 0                      | 0               | 0              | 0               |           |                     |
| 2020-2021                                | National 3  | 1              | 7              | 7               | 0                      | 0               | 0              | 0               |           |                     |
| 2020-2021                                | D1 Féminine | 14             | 39             | 2.79            | 1                      | 0.07            | 0              | 0               |           |                     |
| 2021-2022                                | National 2  | 1              | 6              |                 | 0                      |                 | 0              |                 |           |                     |
| 2021-2022                                | D1 Féminine | 5              | 16             |                 | 0                      |                 | 0              |                 |           |                     |
| TOTAL                                    |             |                |                |                 |                        |                 |                |                 |           |                     |
| Dernière mise à jour le 15 janvier 2022. |             |                |                |                 |                        |                 |                |                 |           |                     |

| Saison                                   | Compétition              | Nbre de matchs | Cartons jaunes | Ratio par match | Doubles cartons jaunes | Ratio par match | Cartons rouges | Ratio par match | Pénalties | Pénalties par match |
| ---------------------------------------- | ------------------------ | -------------- | -------------- | --------------- | ---------------------- | --------------- | -------------- | --------------- | --------- | ------------------- |
| 2018-2019                                | Coupe de France          |                |                |                 |                        |                 |                |                 |           |                     |
| 2018-2019                                | Coupe de France féminine | 2              | 0              | 0               | 0                      | 0               | 0              | 0               | 0         | 0                   |
| 2019-2020                                | Coupe de France          |                |                |                 |                        |                 |                |                 |           |                     |
| 2019-2020                                | Coupe de France féminine | 4              | 3              | 0.75            | 0                      | 0               | 0              | 0               | 2         | 0.5                 |
| 2020-2021                                | Coupe de France          | 1              | 4              | 0               | 0                      | 0               | 0              | 0               | 1         | 1                   |
| 2020-2021                                | Coupe de France féminine | 1              | 3              | 3               | 0                      | 0               | 0              | 0               |           |                     |
| 2021-2022                                | Coupe de France          |                |                |                 |                        |                 |                |                 |           |                     |
| 2021-2022                                | Coupe de France féminine | 1              | 1              |                 |                        |                 |                |                 |           |                     |
| TOTAL                                    | TOTAL                    | 1              | 4              | 0               | 0                      | 0               | 0              | 0               | 1         | 1                   |
| Dernière mise à jour le 15 janvier 2022. |                          |                |                |                 |                        |                 |                |                 |           |                     |

### Compétitions européennes

#### Championnat d'Europe féminin de football des moins de 17 ans
| Groupe 4        | Allemagne       | 4-0     | Bosnie-Herzégovine |                                                                                               |                                                                                               |
| 8 novembre 2021 |                 |         |                    | Arbitrage : Maika Vanderstichel Arbitres assistants : Solenne Bartnik Cristiana Moreira Costa | Arbitrage : Maika Vanderstichel Arbitres assistants : Solenne Bartnik Cristiana Moreira Costa |
| 8 novembre 2021 | : 0 · : 0 · : 0 | Rapport | : 1 · : 0 · : 0    | Arbitrage : Maika Vanderstichel Arbitres assistants : Solenne Bartnik Cristiana Moreira Costa | Arbitrage : Maika Vanderstichel Arbitres assistants : Solenne Bartnik Cristiana Moreira Costa |

| Groupe 4         | Bosnie-Herzégovine | 0-2     | Portugal        | | |
| 14 novembre 2021 |                    |         |                 | Arbitrage : Maika Vanderstichel Arbitres assistants : Solenne Bartnik Lauren Impey Quatrième arbitre : Abigail Marriott | Arbitrage : Maika Vanderstichel Arbitres assistants : Solenne Bartnik Lauren Impey Quatrième arbitre : Abigail Marriott |
| 14 novembre 2021 | : 2 · : 0 · : 0    | Rapport | : 2 · : 0 · : 0 | Arbitrage : Maika Vanderstichel Arbitres assistants : Solenne Bartnik Lauren Impey Quatrième arbitre : Abigail Marriott | Arbitrage : Maika Vanderstichel Arbitres assistants : Solenne Bartnik Lauren Impey Quatrième arbitre : Abigail Marriott |

#### Ligue des Champions féminine de l'UEFA
| Huitièmes de finale | Huitièmes de finale         | Huitièmes de finale | Huitièmes de finale      | Huitièmes de finale | Huitièmes de finale | Huitièmes de finale | Huitièmes de finale | Huitièmes de finale | Huitièmes de finale |
| --- | --------------------------- | ------------------- | ------------------------ | --- | --- | ------------------- | ------------------- | ------------------- | ------------------- |
| \| Huitièmes de finale, aller \| Chelsea Football Club Women \| 1-0 \| ACF Fiorentina Femminile \| \| \| \| 17 octobre 2018 \| \| \| \| Arbitrage : Stéphanie Frappart Arbitres assistants : Manuela Nicolosi Solenne Bartnik Quatrième arbitre : Maika Vanderstichel \| Arbitrage : Stéphanie Frappart Arbitres assistants : Manuela Nicolosi Solenne Bartnik Quatrième arbitre : Maika Vanderstichel \| \| 17 octobre 2018 \| : 2 · : 0 · : 0 \| Rapport \| : 3 · : 0 · : 0 \| Arbitrage : Stéphanie Frappart Arbitres assistants : Manuela Nicolosi Solenne Bartnik Quatrième arbitre : Maika Vanderstichel \| Arbitrage : Stéphanie Frappart Arbitres assistants : Manuela Nicolosi Solenne Bartnik Quatrième arbitre : Maika Vanderstichel \| |                             |                     |                          | | |                     |                     |                     |                     |
| Huitièmes de finale, aller | Chelsea Football Club Women | 1-0                 | ACF Fiorentina Femminile | | |                     |                     |                     |                     |
| 17 octobre 2018 |                             |                     |                          | Arbitrage : Stéphanie Frappart Arbitres assistants : Manuela Nicolosi Solenne Bartnik Quatrième arbitre : Maika Vanderstichel | Arbitrage : Stéphanie Frappart Arbitres assistants : Manuela Nicolosi Solenne Bartnik Quatrième arbitre : Maika Vanderstichel |                     |                     |                     |                     |
| 17 octobre 2018 | : 2 · : 0 · : 0             | Rapport             | : 3 · : 0 · : 0          | Arbitrage : Stéphanie Frappart Arbitres assistants : Manuela Nicolosi Solenne Bartnik Quatrième arbitre : Maika Vanderstichel | Arbitrage : Stéphanie Frappart Arbitres assistants : Manuela Nicolosi Solenne Bartnik Quatrième arbitre : Maika Vanderstichel |                     |                     |                     |                     |

| Qualification | Qualification   | Qualification   | Qualification                         | Qualification | Qualification | Qualification | Qualification | Qualification | Qualification |
| --- | --------------- | --------------- | ------------------------------------- | --- | ------------- | ------------- | ------------- | ------------- | ------------- |
| \| 4 novembre 2020 \| Valur Reykjavik \| 3-0 \| Helsingin Jalkapalloklubi (féminines) \| \| \| \| \| \| \| Arbitrage : Maika Vanderstichel Arbitres assistants : Manuela Nicolosi Elodie Coppola Quatrième arbitre : Alexandra Collin \| \| : 1 · : 0 · : 0 \| Rapport \| : 1 · : 0 · : 0 \| \| \| |                 |                 |                                       | |               |               |               |               |               |
| 4 novembre 2020 | Valur Reykjavik | 3-0             | Helsingin Jalkapalloklubi (féminines) | |               |               |               |               |               |
| |                 |                 |                                       | Arbitrage : Maika Vanderstichel Arbitres assistants : Manuela Nicolosi Elodie Coppola Quatrième arbitre : Alexandra Collin |               |               |               |               |               |
| : 1 · : 0 · : 0 | Rapport         | : 1 · : 0 · : 0 |                                       | |               |               |               |               |               |

### Compétitions internationales

#### Matchs amicaux
| Année 2021 | Année 2021 | Année 2021      | Année 2021 | Année 2021                      | Année 2021 | Année 2021 | Année 2021 | Année 2021 | Année 2021 |
| --- | ---------- | --------------- | ---------- | ------------------------------- | ---------- | ---------- | ---------- | ---------- | ---------- |
| \| 10 juin 2021 \| Suède \| 1-0 \| Norvège \| \| \| \| \| \| \| Arbitrage : Maika Vanderstichel \| \| : 0 · : 0 · : 0 \| Source \| : 0 · : 0 · : 0 \| \| \| |            |                 |            |                                 |            |            |            |            |            |
| 10 juin 2021 | Suède      | 1-0             | Norvège    |                                 |            |            |            |            |            |
| |            |                 |            | Arbitrage : Maika Vanderstichel |            |            |            |            |            |
| : 0 · : 0 · : 0 | Source     | : 0 · : 0 · : 0 |            |                                 |            |            |            |            |            |

#### Coupe du monde féminine de football
| Éliminatoires de la Coupe du Monde féminine de football 2023 | Éliminatoires de la Coupe du Monde féminine de football 2023 | Éliminatoires de la Coupe du Monde féminine de football 2023 | Éliminatoires de la Coupe du Monde féminine de football 2023 | Éliminatoires de la Coupe du Monde féminine de football 2023                                                           | Éliminatoires de la Coupe du Monde féminine de football 2023                                                           | Éliminatoires de la Coupe du Monde féminine de football 2023 | Éliminatoires de la Coupe du Monde féminine de football 2023 | Éliminatoires de la Coupe du Monde féminine de football 2023 | Éliminatoires de la Coupe du Monde féminine de football 2023 |
| --- | ------------------------------------------------------------ | ------------------------------------------------------------ | ------------------------------------------------------------ | --- | --- | ------------------------------------------------------------ | ------------------------------------------------------------ | ------------------------------------------------------------ | ------------------------------------------------------------ |
| \| Groupe H \| Turquie \| 1-1 \| Portugal \| \| \| \| 16 septembre 2021 \| \| \| \| Arbitrage : Maika Vanderstichel Arbitres assistants : Elodie Coppola Solenne Bartnik Quatrième arbitre : Savina Elbour \| Arbitrage : Maika Vanderstichel Arbitres assistants : Elodie Coppola Solenne Bartnik Quatrième arbitre : Savina Elbour \| \| 16 septembre 2021 \| : 2 · : 0 · : 0 \| Rapport \| : 1 · : 0 · : 0 \| Arbitrage : Maika Vanderstichel Arbitres assistants : Elodie Coppola Solenne Bartnik Quatrième arbitre : Savina Elbour \| Arbitrage : Maika Vanderstichel Arbitres assistants : Elodie Coppola Solenne Bartnik Quatrième arbitre : Savina Elbour \| |                                                              |                                                              |                                                              | | |                                                              |                                                              |                                                              |                                                              |
| Groupe H | Turquie                                                      | 1-1                                                          | Portugal                                                     | | |                                                              |                                                              |                                                              |                                                              |
| 16 septembre 2021 |                                                              |                                                              |                                                              | Arbitrage : Maika Vanderstichel Arbitres assistants : Elodie Coppola Solenne Bartnik Quatrième arbitre : Savina Elbour | Arbitrage : Maika Vanderstichel Arbitres assistants : Elodie Coppola Solenne Bartnik Quatrième arbitre : Savina Elbour |                                                              |                                                              |                                                              |                                                              |
| 16 septembre 2021 | : 2 · : 0 · : 0                                              | Rapport                                                      | : 1 · : 0 · : 0                                              | Arbitrage : Maika Vanderstichel Arbitres assistants : Elodie Coppola Solenne Bartnik Quatrième arbitre : Savina Elbour | Arbitrage : Maika Vanderstichel Arbitres assistants : Elodie Coppola Solenne Bartnik Quatrième arbitre : Savina Elbour |                                                              |                                                              |                                                              |                                                              |